# 教学社
教学社（きょうがくしゃ、朝鮮語: 교학사：キョハクサ）は、大韓民国の出版社。

## 歴史教科書をめぐる問題
教学社はチョンジェ教育出版社とともに朝鮮王朝実録以来、被害者による敵対感を込めた用語として固定されてきた壬辰倭乱、丙子胡乱、丁卯胡乱を2012年に刊行される教科書では壬辰戦争、丙子戦争、丁卯戦争とした言葉に直して掲載することとした。教学社はさらに、2014年3月から一部使用される予定のニューライトによる歴史教科書を刊行しようとしたが、李承晩大統領、朴正煕大統領及び日本統治時代を美化するものであるとして全国教職員労働組合から反発を受けた。
2013年9月4日には在大韓民国日本国大使館前で教学社に対する抗議デモが行われた。デモでは韓国挺身隊問題対策協議会や韓国労働組合総連盟によって政府批判までが行れた。このような事態の中で、会社代表が殺害の脅迫を受けるなどしたため、教学社は歴史教科書の発刊取り消しを検討するなどしている。